# Rebecca Abe
Stephanie Fey alias Rebecca Abe (Starnberg, 1967)  escritora e ilustradora alemana. 

## Biografía
Después de estudiar diseño gráfico en Múnich, hizo los dibujos de una edición de Heidi de Johanna Spyri. Desde entonces, ha ilustrado varios libros escolares e infantiles.

## Obra
- Das Gedächtnis der Lüge. Skalding Verlag, 2008
- Im Labyrinth der Fugger. Gmeiner-Verlag 2011
- "Die Gesichtslosen", como Stephanie Fey, 2011

Antologías:
- 24 Geschichten zur Winterzeit. Esslinger Verlag, 2009